# Havana Motor Club
Pour plus de détails, voir Fiche technique et Distribution.
Havana Motor Club est un film documentaire américano-cubain écrit et réalisé par Bent-Jorgen Perlmutt et sorti en 2015.

## Synopsis
En 1960 a lieu le dernier Grand Prix de Cuba et depuis toute compétition automobile est interdite par le régime. Cependant, les amateurs continuent de disputer des courses nocturnes ou sur des routes peu fréquentées au volant de leurs ancêtres customisés et qui sont parfois de véritables dragsters. Belles américaines des années 1950, Moskvitch, Lada et même une Porsche s'affrontent deux par deux sur des tronçons de routes longs de quelques centaines de mètres, bravant la police.
Enfin la première compétition officielle est autorisée et peut avoir lieu dans une liesse populaire. La course la plus intense est celle entre la Porsche et une Chevrolet Bel Air de 1955 et qui se termine par un ex-æquo.

### Aspects historiques et humains
Le film montre quelques événements qui se sont déroulés pendant la période de la révolution cubaine ainsi que d'autres plus contemporains, notamment le renversement de Batista et la prise de pouvoir des communistes, les tentatives de fuite vers les États-Unis, la visite du pape François, la normalisation des rapports entre Cuba et les États-Unis voulue par le président Barack Obama. Les aspects économiques sont également traités, comme le faible revenu perçu par les travailleurs cubains, mais aussi leur débrouillardise et leur ingéniosité pour assouvir leur passion.

## Fiche technique
- Dates de sortie :
  - 2015 :  États-Unis : Festival du film de Tribeca
  - 2015 :  Cuba : Festival international du nouveau cinéma latino-américain de La Havane
  - 25 avril 2016 :  Belgique : Festival One World

## Distribution
- Carlos Alvarez : lui-même
- Milton Díaz Canter : lui-même
- Hendy Cobas : lui-même
- Ernesto Dobarganes : lui-même
- Saul García : lui-même
- Eduardo Hernández : lui-même
- Reinaldo 'Tito' López : lui-même
- Reynaldo López : lui-même
- Jose 'Jote' Antonio Madera : lui-même
- Armando 'Pity' Lorenzo Munnet : lui-même

## Récompenses et nominations
- 2015 : Festival du film de Tribeca : nomination pour le prix du meilleur documentaire